# Campeonato europeo de hockey sobre patines masculino de 1981
El XXXV Campeonato europeo de hockey sobre patines masculino de 1981 se celebró en Essen (Alemania) del 7 al 15 de noviembre de 1981. Fue organizado por el Comité Europeo de Hockey sobre Patines. La selección de España ganó su séptimo título.

## Equipos participantes
|              |
| Alemania     |
| Bélgica      |
| España       |
| Francia      |
| Inglaterra   |
| Italia       |
| Países Bajos |
| Portugal     |
| Suiza        |

## Resultados
|              | Bandera de Suiza | Bandera de Inglaterra | Bandera de Bélgica | Bandera de Francia | Bandera de Alemania | Bandera de Italia | Bandera de los Países Bajos | Bandera de Portugal | Bandera de España |
| ------------ | ---------------- | --------------------- | ------------------ | ------------------ | ------------------- | ----------------- | --------------------------- | ------------------- | ----------------- |
| Suiza        |                  |                       |                    |                    |                     |                   |                             |                     |                   |
| Inglaterra   | 4-0              |                       |                    |                    |                     |                   |                             |                     |                   |
| Bélgica      | 4-2              | 3-3                   |                    |                    |                     |                   |                             |                     |                   |
| Francia      | 5-2              | 3-0                   | 10-3               |                    |                     |                   |                             |                     |                   |
| Alemania     | 7-3              | 2-3                   | 4-5                | 5-4                |                     |                   |                             |                     |                   |
| Italia       | 3-1              | 6-1                   | 5-1                | 8-2                | 3-3                 |                   |                             |                     |                   |
| Países Bajos | 3-2              | 4-1                   | 2-1                | 8-0                | 3-3                 | 6-2               |                             |                     |                   |
| Portugal     | 3-0              | 8-0                   | 5-0                | 11-0               | 6-0                 | 4-5               | 3-1                         |                     |                   |
| España       | 5-2              | 10-1                  | 5-0                | 10-0               | 3-1                 | 6-3               | 5-0                         | 2-1                 |                   |

## Clasificación
| Equipo       | Pts | PJ | PG | PE | PP | GF | GC | DG  |
| ------------ | --- | -- | -- | -- | -- | -- | -- | --- |
| España       | 16  | 8  | 8  | 0  | 0  | 46 | 8  | +38 |
| Portugal     | 12  | 8  | 6  | 0  | 2  | 41 | 8  | +33 |
| Países Bajos | 11  | 8  | 5  | 1  | 2  | 27 | 17 | +10 |
| Italia       | 11  | 8  | 5  | 1  | 2  | 35 | 24 | +11 |
| Alemania     | 6   | 8  | 2  | 2  | 4  | 25 | 30 | -5  |
| Francia      | 6   | 8  | 3  | 0  | 5  | 24 | 47 | -23 |
| Bélgica      | 5   | 8  | 2  | 1  | 5  | 17 | 36 | -19 |
| Inglaterra   | 5   | 8  | 2  | 1  | 5  | 13 | 36 | -23 |
| Suiza        | 0   | 8  | 0  | 0  | 8  | 12 | 34 | -22 |